# Campionato mondiale maschile di pallamano 2005
Il Campionato mondiale maschile di pallamano 2005 è stata la 19ª edizione del campionato mondiale di pallamano. Esso si è svolto in Tunisia dal 23 gennaio al 6 febbraio 2005.
A vincere, per la prima volta nella storia, è stata la nazionale spagnola, che ha sconfitto in finale i campioni in carica della Croazia.

## Fase a gironi

### Gruppo A

#### Classifica
| Pos. | Squadra   | Pt | G | V | N | P | GF  | GS  | DR  |
| ---- | --------- | -- | - | - | - | - | --- | --- | --- |
| 1.   | Tunisia   | 8  | 5 | 3 | 2 | 0 | 159 | 118 | +41 |
| 2.   | Grecia    | 7  | 5 | 3 | 1 | 1 | 132 | 117 | +15 |
| 3.   | Francia   | 7  | 5 | 3 | 1 | 1 | 161 | 106 | +55 |
| 4.   | Danimarca | 6  | 5 | 3 | 0 | 2 | 174 | 117 | +57 |
| 5.   | Angola    | 2  | 5 | 1 | 0 | 4 | 108 | 178 | -70 |
| 6.   | Canada    | 0  | 5 | 0 | 0 | 5 | 103 | 201 | -98 |

#### Risultati
| Radès 23 gennaio 2005, ore 17:00 | Tunisia | 39 – 23 (20-10) | Angola | Palazzo Omnisport di Radès |

| Radès 23 gennaio 2005, ore 19:00 | Francia | 44 – 16 (24-5) | Canada | Palazzo Omnisport di Radès |

| Radès 23 gennaio 2005, ore 21:00 | Danimarca | 27 – 23 (14-15) | Grecia | Palazzo Omnisport di Radès |

| Radès 25 gennaio 2005, ore 16:15 | Grecia | 20 – 19 (9-11) | Francia | Palazzo Omnisport di Radès |

| Radès 25 gennaio 2005, ore 18:15 | Canada | 20 – 42 (8-19) | Tunisia | Palazzo Omnisport di Radès |

| Radès 25 gennaio 2005, ore 20:15 | Angola | 19 – 47 (9-23) | Danimarca | Palazzo Omnisport di Radès |

| Radès 26 gennaio 2005, ore 16:15 | Grecia | 26 – 21 (15-9) | Angola | Palazzo Omnisport di Radès |

| Radès 26 gennaio 2005, ore 18:15 | Francia | 26 – 26 (15-11) | Tunisia | Palazzo Omnisport di Radès |

| Radès 26 gennaio 2005, ore 20:15 | Danimarca | 52 – 18 (25-7) | Canada | Palazzo Omnisport di Radès |

| Radès 28 gennaio 2005, ore 16:15 | Canada | 23 – 36 (11-16) | Grecia | Palazzo Omnisport di Radès |

| Radès 23 gennaio 2005, ore 18:15 | Tunisia | 25 – 22 (10-10) | Danimarca | Palazzo Omnisport di Radès |

| Radès 28 gennaio 2005, ore 20:15 | Francia | 40 – 18 (19-9) | Angola | Palazzo Omnisport di Radès |

| Radès 29 gennaio 2005, ore 16:15 | Angola | 27 – 26 (16-11) | Canada | Palazzo Omnisport di Radès |

| Radès 29 gennaio 2005, ore 18:15 | Tunisia | 27 – 27 (17-13) | Grecia | Palazzo Omnisport di Radès |

| Radès 23 gennaio 2005, ore 20:15 | Danimarca | 26 – 32 (13-14) | Francia | Palazzo Omnisport di Radès |

### Gruppo B

#### Classifica
| Pos. | Squadra   | Pt | G | V | N | P | GF  | GS  | DR  |
| ---- | --------- | -- | - | - | - | - | --- | --- | --- |
| 1.   | Russia    | 10 | 5 | 5 | 0 | 0 | 151 | 103 | +48 |
| 2.   | Rep. Ceca | 6  | 5 | 3 | 0 | 2 | 145 | 136 | +9  |
| 3.   | Slovenia  | 6  | 5 | 3 | 0 | 2 | 154 | 137 | +18 |
| 4.   | Islanda   | 5  | 5 | 2 | 1 | 2 | 154 | 144 | +10 |
| 5.   | Algeria   | 3  | 5 | 1 | 1 | 3 | 138 | 153 | -15 |
| 6.   | Kuwait    | 0  | 5 | 0 | 0 | 5 | 101 | 170 | -69 |

#### Risultati
| Tunisi 23 gennaio 2005, ore 17:00 | Rep. Ceca | 34 – 34 (20-14) | Islanda | El Menzah Sports Palace |

| Tunisi 23 gennaio 2005, ore 19:00 | Russia | 28 – 22 (16-12) | Algeria | El Menzah Sports Palace |

| Tunisi 23 gennaio 2005, ore 21:00 | Slovenia | 34 – 17 (15-11) | Kuwait | El Menzah Sports Palace |

| Tunisi 25 gennaio 2005, ore 16:15 | Kuwait | 11 – 38 (4-23) | Russia | El Menzah Sports Palace |

| Tunisi 25 gennaio 2005, ore 18:15 | Algeria | 29 – 29 (11-12) | Rep. Ceca | El Menzah Sports Palace |

| Tunisi 25 gennaio 2005, ore 20:15 | Islanda | 33 – 34 (16-14) | Slovenia | El Menzah Sports Palace |

| Tunisi 26 gennaio 2005, ore 16:15 | Slovenia | 33 – 28 (19-14) | Algeria | El Menzah Sports Palace |

| Tunisi 26 gennaio 2005, ore 18:15 | Russia | 25 – 21 (12-12) | Rep. Ceca | El Menzah Sports Palace |

| Tunisi 26 gennaio 2005, ore 20:15 | Kuwait | 22 – 31 (12-17) | Islanda | El Menzah Sports Palace |

| Tunisi 28 gennaio 2005, ore 16:15 | Russia | 29 – 22 (12-12) | Islanda | El Menzah Sports Palace |

| Tunisi 25 gennaio 2005, ore 18:15 | Rep. Ceca | 28 – 26 (17-14) | Slovenia | El Menzah Sports Palace |

| Tunisi 25 gennaio 2005, ore 20:15 | Algeria | 34 – 29 (20-14) | Kuwait | El Menzah Sports Palace |

| Tunisi 29 gennaio 2005, ore 16:15 | Islanda | 34 – 25 (19-11) | Algeria | El Menzah Sports Palace |

| Tunisi 29 gennaio 2005, ore 18:15 | Rep. Ceca | 33 – 22 (16-9) | Kuwait | El Menzah Sports Palace |

| Tunisi 29 gennaio 2005, ore 20:15 | Slovenia | 27 – 31 (18-16) | Russia | El Menzah Sports Palace |

### Gruppo C

#### Classifica
| Pos. | Squadra   | Pt | G | V | N | P | GF  | GS  | DR   |
| ---- | --------- | -- | - | - | - | - | --- | --- | ---- |
| 1.   | Croazia   | 10 | 5 | 5 | 0 | 0 | 169 | 124 | +45  |
| 2.   | Spagna    | 8  | 5 | 4 | 0 | 1 | 191 | 128 | +63  |
| 3.   | Svezia    | 6  | 5 | 3 | 0 | 2 | 164 | 118 | +46  |
| 4.   | Giappone  | 4  | 5 | 2 | 0 | 3 | 121 | 151 | -30  |
| 5.   | Argentina | 2  | 5 | 1 | 0 | 4 | 133 | 141 | -9   |
| 6.   | Australia | 0  | 5 | 0 | 0 | 5 | 85  | 201 | -116 |

#### Risultati
| Sfax 23 gennaio 2005, ore 17:00 | Croazia | 36 – 23 (15-13) | Argentina | Raed Bejaoui Indoor Sports Complex |

| Sfax 23 gennaio 2005, ore 19:00 | Spagna | 41 – 22 (21-14) | Giappone | Raed Bejaoui Indoor Sports Complex |

| Sfax 23 gennaio 2005, ore 21:00 | Svezia | 49 – 16 (22-5) | Australia | Raed Bejaoui Indoor Sports Complex |

| Sfax 25 gennaio 2005, ore 16:15 | Australia | 19 – 51 (4-23) | Spagna | Raed Bejaoui Indoor Sports Complex |

| Sfax 25 gennaio 2005, ore 18:15 | Giappone | 25 – 34 (14-15) | Croazia | Raed Bejaoui Indoor Sports Complex |

| Sfax 25 gennaio 2005, ore 20:15 | Argentina | 23 – 30 (9-12) | Svezia | Raed Bejaoui Indoor Sports Complex |

| Sfax 26 gennaio 2005, ore 16:15 | Croazia | 38 – 18 (24-7) | Australia | Raed Bejaoui Indoor Sports Complex |

| Sfax 26 gennaio 2005, ore 18:15 | Argentina | 26 – 27 (13-11) | Giappone | Raed Bejaoui Indoor Sports Complex |

| Sfax 26 gennaio 2005, ore 20:15 | Svezia | 26 – 33 (17-14) | Spagna | Raed Bejaoui Indoor Sports Complex |

| Sfax 27 gennaio 2005, ore 16:15 | Svezia | 32 – 18 (13-7) | Giappone | Raed Bejaoui Indoor Sports Complex |

| Sfax 27 gennaio 2005, ore 18:15 | Spagna | 31 – 33 (15-15) | Croazia | Raed Bejaoui Indoor Sports Complex |

| Sfax 27 gennaio 2005, ore 20:15 | Australia | 13 – 34 (8-18) | Argentina | Raed Bejaoui Indoor Sports Complex |

| Sfax 29 gennaio 2005, ore 16:15 | Giappone | 29 – 19 (16-10) | Australia | Raed Bejaoui Indoor Sports Complex |

| Sfax 29 gennaio 2005, ore 18:15 | Spagna | 35 – 28 (15-14) | Argentina | Raed Bejaoui Indoor Sports Complex |

| Sfax 29 gennaio 2005, ore 20:15 | Croazia | 28 – 27 (14-15) | Svezia | Raed Bejaoui Indoor Sports Complex |

### Gruppo D

#### Classifica
| Pos. | Squadra             | Pt | G | V | N | P | GF  | GS  | DR  |
| ---- | ------------------- | -- | - | - | - | - | --- | --- | --- |
| 1.   | Serbia e Montenegro | 8  | 5 | 4 | 0 | 1 | 139 | 117 | +22 |
| 2.   | Norvegia            | 7  | 5 | 3 | 1 | 1 | 142 | 105 | +37 |
| 3.   | Germania            | 7  | 5 | 3 | 1 | 1 | 149 | 115 | +34 |
| 4.   | Egitto              | 6  | 5 | 3 | 0 | 2 | 123 | 123 | +0  |
| 5.   | Brasile             | 2  | 5 | 1 | 0 | 4 | 104 | 146 | -42 |
| 6.   | Qatar               | 0  | 5 | 0 | 0 | 5 | 117 | 168 | -51 |

#### Risultati
| Susa 23 gennaio 2005, ore 17:00 | Germania | 28 – 25 (15-13) | Egitto | Sousse Indoor Sports Hall |

| Susa 23 gennaio 2005, ore 19:00 | Serbia e Montenegro | 34 – 26 (20-10) | Qatar | Sousse Indoor Sports Hall |

| Susa 23 gennaio 2005, ore 21:00 | Norvegia | 34 – 12 (16-5) | Brasile | Sousse Indoor Sports Hall |

| Susa 24 gennaio 2005, ore 16:15 | Egitto | 24 – 22 (13-13) | Serbia e Montenegro | Sousse Indoor Sports Hall |

| Susa 24 gennaio 2005, ore 18:15 | Brasile | 23 – 30 (11-17) | Germania | Sousse Indoor Sports Hall |

| Susa 24 gennaio 2005, ore 20:15 | Qatar | 22 – 33 (12-17) | Norvegia | Sousse Indoor Sports Hall |

| Susa 26 gennaio 2005, ore 16:15 | Germania | 40 – 15 (20-4) | Qatar | Sousse Indoor Sports Hall |

| Susa 26 gennaio 2005, ore 18:15 | Egitto | 24 – 20 (11-12) | Brasile | Sousse Indoor Sports Hall |

| Susa 26 gennaio 2005, ore 20:15 | Serbia e Montenegro | 25 – 24 (10-13) | Norvegia | Sousse Indoor Sports Hall |

| Susa 27 gennaio 2005, ore 16:15 | Qatar | 29 – 31 (10-17) | Egitto | Sousse Indoor Sports Hall |

| Susa 27 gennaio 2005, ore 18:15 | Serbia e Montenegro | 33 – 19 (15-13) | Brasile | Sousse Indoor Sports Hall |

| Susa 27 gennaio 2005, ore 20:15 | Norvegia | 27 – 27 (12-15) | Germania | Sousse Indoor Sports Hall |

| Susa 29 gennaio 2005, ore 16:15 | Germania | 24 – 25 (13-10) | Serbia e Montenegro | Sousse Indoor Sports Hall |

| Susa 29 gennaio 2005, ore 18:15 | Brasile | 30 – 25 (14-13) | Qatar | Sousse Indoor Sports Hall |

| Susa 29 gennaio 2005, ore 20:15 | Norvegia | 24 – 19 (13-9) | Egitto | Sousse Indoor Sports Hall |

## Seconda fase

### Gruppo 1

#### Classifica
| Pos. | Squadra   | Pt | G | V | N | P | GF  | GS  | DR  |
| ---- | --------- | -- | - | - | - | - | --- | --- | --- |
| 1.   | Tunisia   | 7  | 5 | 2 | 3 | 0 | 150 | 128 | +22 |
| 2.   | Francia   | 6  | 5 | 2 | 2 | 1 | 127 | 120 | +7  |
| 3.   | Grecia    | 5  | 5 | 2 | 1 | 2 | 134 | 138 | -4  |
| 4.   | Russia    | 4  | 5 | 2 | 0 | 3 | 126 | 137 | -11 |
| 5.   | Rep. Ceca | 4  | 5 | 2 | 0 | 3 | 131 | 147 | -16 |
| 6.   | Slovenia  | 4  | 5 | 1 | 2 | 2 | 142 | 140 | +2  |

#### Risultati
| Radès 31 gennaio 2005, ore 16:15 | Grecia | 29 – 37 (13-17) | Slovenia | Palazzo Omnisport di Radès |

| Radès 31 gennaio 2005, ore 18:15 | Tunisia | 36 – 25 (20-13) | Rep. Ceca | Palazzo Omnisport di Radès |

| Radès 31 gennaio 2005, ore 20:15 | Francia | 25 – 22 (12-8) | Russia | Palazzo Omnisport di Radès |

| Radès 1 febbraio 2005, ore 16:15 | Rep. Ceca | 26 – 31 (9-16) | Francia | Palazzo Omnisport di Radès |

| Radès 1 febbraio 2005, ore 18:15 | Slovenia | 26 – 26 (9-11) | Tunisia | Palazzo Omnisport di Radès |

| Radès 1 febbraio 2005, ore 20:15 | Russia | 24 – 29 (14-13) | Grecia | Palazzo Omnisport di Radès |

| Radès 3 febbraio 2005, ore 16:15 | Grecia | 29 – 31 (16-16) | Rep. Ceca | Palazzo Omnisport di Radès |

| Radès 3 febbraio 2005, ore 18:15 | Tunisia | 35 – 24 (19-11) | Russia | Palazzo Omnisport di Radès |

| Radès 3 febbraio 2005, ore 20:15 | Francia | 26 – 26 (12-10) | Slovenia | Palazzo Omnisport di Radès |

### Gruppo 2

#### Classifica
| Pos. | Squadra             | Pt | G | V | N | P | GF  | GS  | DR  |
| ---- | ------------------- | -- | - | - | - | - | --- | --- | --- |
| 1.   | Croazia             | 8  | 5 | 4 | 0 | 1 | 139 | 135 | +4  |
| 2.   | Spagna              | 7  | 5 | 3 | 1 | 1 | 155 | 139 | +16 |
| 3.   | Serbia e Montenegro | 6  | 5 | 2 | 2 | 1 | 127 | 126 | +1  |
| 4.   | Norvegia            | 5  | 5 | 2 | 1 | 2 | 137 | 139 | -2  |
| 5.   | Germania            | 3  | 5 | 1 | 1 | 3 | 132 | 135 | -3  |
| 6.   | Svezia              | 1  | 5 | 0 | 1 | 4 | 132 | 148 | -16 |

#### Risultati
| Nabeul 31 gennaio 2005, ore 16:15 | Spagna | 32 – 28 (15-12) | Germania | Salle Bir Challouf |

| Nabeul 31 gennaio 2005, ore 18:15 | Svezia | 26 – 26 (15-12) | Serbia e Montenegro | Salle Bir Challouf |

| Nabeul 31 gennaio 2005, ore 20:15 | Croazia | 25 – 28 (11-12) | Norvegia | Salle Bir Challouf |

| Nabeul 1 febbraio 2005, ore 16:15 | Germania | 26 – 29 (11-15) | Croazia | Salle Bir Challouf |

| Nabeul 1 febbraio 2005, ore 18:15 | Serbia e Montenegro | 28 – 28 (16-19) | Spagna | Salle Bir Challouf |

| Nabeul 1 febbraio 2005, ore 20:15 | Norvegia | 34 – 31 (14-15) | Svezia | Salle Bir Challouf |

| Nabeul 3 febbraio 2005, ore 16:15 | Svezia | 22 – 27 (13-14) | Germania | Salle Bir Challouf |

| Nabeul 3 febbraio 2005, ore 18:15 | Croazia | 24 – 23 (10-11) | Serbia e Montenegro | Salle Bir Challouf |

| Nabeul 3 febbraio 2005, ore 20:15 | Spagna | 31 – 24 (15-12) | Norvegia | Salle Bir Challouf |

## Fase ad eliminazione diretta

### Tabellone
|  | Semifinali | Semifinali | Semifinali |         |        | Finale          | Finale          | Finale          |  |
|  |            |            |            |         |        |                 |                 |                 |  |
|  | Tunisia    | Tunisia    | 30         |         |        |                 |                 |                 |  |
|  | Tunisia    | Tunisia    | 30         |         |        |                 |                 |                 |  |
|  | Spagna     | Spagna     | 33         |         |        |                 |                 |                 |  |
|  | Spagna     | Spagna     | 33         |         | Spagna | Spagna          | 40              |                 |  |
|  |            |            |            |         | Spagna | Spagna          | 40              |                 |  |
|  |            |            | Croazia    | Croazia | 34     |                 |                 |                 |  |
|  | Croazia    | Croazia    | Croazia    | Croazia | 34     | 35              |                 |                 |  |
|  | Croazia    | Croazia    |            |         |        | 35              |                 |                 |  |
|  | Francia    | Francia    | 32         |         |        | Finale 3º posto | Finale 3º posto | Finale 3º posto |  |
|  | Francia    | Francia    | 32         |         |        |                 |                 |                 |  |
|  |            |            |            |         |        |                 |                 |                 |  |
|  |            |            |            |         |        | Francia         | Francia         | 26              |  |
|  |            |            |            |         |        | Francia         | Francia         | 26              |  |
|  |            |            |            |         |        | Tunisia         | Tunisia         | 25              |  |

### Risultati

#### Semifinali
| Arbitri: | Hansson Olsson |

|        |           |          |
| Hmam 9 | Marcatori | Romero 8 |

| Arbitri: | Vakula Ljudovik |

|         |           |          |
| Balić 8 | Marcatori | Guigou 7 |

#### Finale 3º posto
| Arbitri: | Lauren Nielsen |

|          |           |         |
| Guigou 6 | Marcatori | Hmam 11 |

#### Finale
| Arbitri: | Lemme Ullrich |

|           |           |          |
| García 11 | Marcatori | Džomba 7 |